# Lee Baxter
Lee Collin Baxter (ur. 16 lipca 1970 w Liverpoolu) – brytyjski aktor teatralny, filmowy i telewizyjny, piosenkarz pop, w latach 1992–1998 członek anglo-holenderskiego boysbandu Caught in the Act.

## Życiorys
Ukończył Guildford School of Acting, gdzie zdobył Nagrodę Roku 1991 i roczną Nagrodę Choreograficzną.
W 1992 roku został członkiem angielsko-holenderskiej boysbandu Caught in the Act. Grupa wylansowała piętnaście hitowych singli, „Love Is Everywhere”, „Don’t Walk Away” czy „Baby Come Back”, sprzedała ponad 20 milionów singli i albumów, otrzymała 15 złotych płyt i dwie platynowe płyty. Caught in the Act wystąpił m.in. podczas Miss World 1995 w Sun City, w Południowej Afryce, a koncert transmitowany był na żywo w ponad 90 krajach.
Po odejściu z Caught In The Act, Lee powrócił do Wielkiej Brytanii, aby kontynuować karierę aktorską pod nazwiskiem Collin Baxter. W 2005 roku związał się z The English Theatre of Hamburg. W 2013 zajął się znowu muzyką nagrywając kilka utworów, m.in. „We All”. Pod koniec roku 2015 grupa Caught in the Act wydała singiel, a w marcu boysband wystąpił w holenderskim programie RTL 4 Let’s Dance.
W 2016 roku Baxter ujawnił w mediach, że jest homoseksualistą, związał się z Jeffem.

## Wybrana filmografia

### Filmy fabularne
- 2004: Bathroom Story (film krótkometrażowy) jako Shawn Wellington
- 2005: Overtime jako Tim
- 2006: Bathroom Story jako Shawn Wellington
- 2007: A Writer’s Tale (film krótkometrażowy) jako pisarz
- 2008: Torchwood (TV) jako policjant
- 2009: Shut jako Malcolm Bricks / James
- 2011: Profile of Fear (wideo) jako Andrew Hanna

### Seriale TV
- 1993: 't Zonnetje in huis jako zakochany
- 1994-95: Gute Zeiten, schlechte Zeiten (Dobre czasy, złe czasy) w roli samego siebie
- 1998: Gomorron w roli samego siebie
- 2001: Luifel & Luifel jako angielski Yob
- 2004: Pobol y Cwm jako student
- 2005: Baantjer jako Gary, przemytnik narkotyków

## Dyskografia

### Albumy
- 2015: Oldschool (wyd. Paul Glaser Production)
- 2015: A Candle At Christmas (Special Fan Edition Christmas 2015) (wyd. Paul Glaser Production)
- 2015: Summer 2015 – Limited Fan Edition (wyd. Paul Glaser Production)

### Single
- 2013: „Lee Baxter, Kelly Rida – Stay” (wyd. Paul Glaser Production)
- 2013: „Lee Baxter, Paul Glaser – No One But Myself” (wyd. Paul Glaser Production)
- 2014: „Only You” (wyd. Paul Glaser Production)
- 2014: „Say It” (wyd. Paul Glaser Production)
- 2014: „For What It’s Worth” (wyd. Paul Glaser Production)
- 2014: „Engel” (wyd. Paul Glaser Production)
- 2015: „It Is What It Is” (wyd. Paul Glaser Production)
- 2015: „This Side Of Eden” (wyd. Paul Glaser Production)